# Campeonato Mundial de Tiro con Arco al Aire Libre de 1955
El XVII Campeonato Mundial de Tiro con Arco al Aire Libre se celebró en Helsinki (Finlandia) entre el 19 y el 22 de julio de 1955 bajo la organización de la Federación Internacional de Tiro con Arco (FITA) y la Federación Finlandesa de Tiro con Arco.

## Medallistas

### Masculino
| Evento                  | Oro                                                     | Plata                                                      | Bronce                                                    |
| ----------------------- | ------------------------------------------------------- | ---------------------------------------------------------- | --------------------------------------------------------- |
| Arco recurvo individual | Nils Andersson · Suecia                                 | Robert Rhode Estados Unidos                                | Bertil Olsson · Suecia                                    |
| Arco recurvo por equipo | Nils Andersson · Bertil Olsson · Bror Lundgren · Suecia | Tapio Rautavaara · Yrjö Pelli · Heikki Taipale · Finlandia | Jean Van den Bosch · Paul Prieels · André Duval · Bélgica |

### Femenino
| Evento                  | Oro                                                       | Plata                                                             | Bronce                                                              |
| ----------------------- | --------------------------------------------------------- | ----------------------------------------------------------------- | ------------------------------------------------------------------- |
| Arco recurvo individual | Katarzyna Wiśniowska · Polonia                            | Joyce Warner Reino Unido                                          | Impi Hartikainen · Finlandia                                        |
| Arco recurvo por equipo | Joyce Warner Winifred Simpson Patricia Flower Reino Unido | Impi Hartikainen · Ilta-Meri Santaoja · Daggie Hellen · Finlandia | Katarzyna Wiśniowska · Maria Cugowska · Janina Spychajowa · Polonia |

## Medallero
| Núm. | País           | Oro | Plata | Bronce | Total |
| ---- | -------------- | --- | ----- | ------ | ----- |
| 1    | Suecia         | 2   | 0     | 1      | 3     |
| 2    | Reino Unido    | 1   | 1     | 0      | 2     |
| 3    | Polonia        | 1   | 0     | 1      | 2     |
| 4    | Finlandia      | 0   | 2     | 1      | 3     |
| 5    | Estados Unidos | 0   | 1     | 0      | 1     |
| 6    | Bélgica        | 0   | 0     | 1      | 1     |
|      | TOTAL          | 4   | 4     | 4      | 12    |